# Gears of War: Judgment
Gears of War: Judgment ist ein Third-Person-Shooter, entwickelt von Epic Games und veröffentlicht durch die Microsoft Game Studios. Der Titel ist jedoch keine Fortsetzung der Gears-of-War-Reihe, sondern spielt 15 Jahre vor dem ersten Teil. Veröffentlichungsdatum in den USA war der 19. März 2013. Wie zuvor bei Gears of War 3 entschied sich Epic, das Spiel in Deutschland ungeschnitten zu veröffentlichen. Veröffentlichungsdatum war der 22. März 2013.

## Handlung
Gears of War: Judgment spielt 15 Jahre vor dem ersten Teil der Gears-of-War-Reihe. Neuer Protagonist ist Lt. Damon Baird, der jedoch bereits in den vorherigen drei Teilen der Serie als Nebencharakter vorkam. Lt. Baird ist Mitglied des Kilo-Swat, einer Spezialeinheit. Nach mehreren Verstößen (unter anderem Fahnenflucht) gegen die Gesetze der Coalition of Governments wird ihm der Prozess gemacht. Mit Pvt. Augustus „The Cole Train“ Cole kommt ein weiterer Nebencharakter der früheren Gears-of-War-Titel in Gears of War: Judgment vor. Die Protagonisten Marcus Fenix und Dominico Santiago aus Gears of War 1-3 kommen dagegen nicht im Spiel vor.

## Mehrspieler
In Gears of War: Judgment werden neue Mehrspieler-Modi hinzukommen. Neu ist der Overrun-Modus. In Overrun müssen Spieler der Locust möglichst schnell drei Stellungen erobern, während die Spieler der Menschen-Armee COG diese verteidigen müssen. Dabei übernimmt jedes Fünfer-Team einmal jede Seite. Jene Mannschaft, welche am schnellsten die Punkte einnimmt, gewinnt schließlich die Partie.

## Entwicklung
Am 4. Juni 2012 verkündete Microsoft auf der E3 2012 die Entwicklung von Gears of War: Judgment. Außerdem wurde bekannt, dass der Titel 15 Jahre vor den Ereignissen aus Gears of War spielt und somit kein direkter Nachfolger von Gears of War 3  ist.